# Mitostoma carneluttii
Espèce
Mitostoma carneluttii est une espèce d'opilions dyspnois de la famille des Nemastomatidae.

## Distribution
Cette espèce est endémique du Monténégro. Elle se rencontre vers Vasojevičkem.

## Description
Le mâle holotype mesure 1,6 mm.

## Systématique et taxinomie
Cette espèce a été décrite par Hadži en 1973.

## Étymologie
Cette espèce est nommée en l'honneur de Jan Carnelutti.

## Publication originale
- Hadži, 1973 : « Novi taksoni suhih južin (Opilionidea) v Jugoslaviji - Neue Taxa der Weberknechte (Opilionidea) aus Jugoslawien. » Razprave Slovenska Akademija Znanosti in Umetnosti SAZU (IV), vol. 16, no 1, p. 1–120.